# 580 a.C.

## Eventos
- 50a olimpíada: Epitélidas da Lacônia, vencedor do pále.[1]
- Durante esta olimpíada [Nota 1] os sete sábios da Grécia foram identificados.[1]